# 天主教巴瓦斯特羅-蒙松教區
天主教巴瓦斯特羅-蒙松教區（拉丁語：Dioecesis Oscensis）是西班牙一個羅馬天主教教區，屬薩拉戈薩總教區。
教區成立於957年，1149年被撤銷，1571年6月18日恢復。位於韋斯卡省東部。2006年有95,498名教友（佔轄區總人口93.1%）、274個堂區、九十四名司鐸。現任教區主教為阿方索·米利安·索里瓦斯。